# Eumseong
Eumseong (Eumseong-gun, âm Hán Việt: Âm Thành quận) là một huyện của tỉnh Chungcheong Bắc, Hàn Quốc. Huyện này có diện tích 521,05 km², dân số năm 2001 là 169 người.
Năm 1956, thị trấn Eumseong thành thị xã Eumseong. Năm 1973, thị trấn Geumwang được nâng thành thị xã.

## Thành phố kết nghĩa
- Gangdong-gu, Hàn Quốc
- Thái Châu, Trung Quốc